# Ginástica nos Jogos Olímpicos de Verão de 1972
A ginástica nos Jogos Olímpicos de Verão de 1972 foi realizado em Munique, na Alemanha Ocidental, com quatorze eventos: oito masculinos e seis femininos. A competição foi disputada entre 27 de agosto e 1 de setembro de 1972 no Olympiahalle.

## Eventos
Ginástica artística

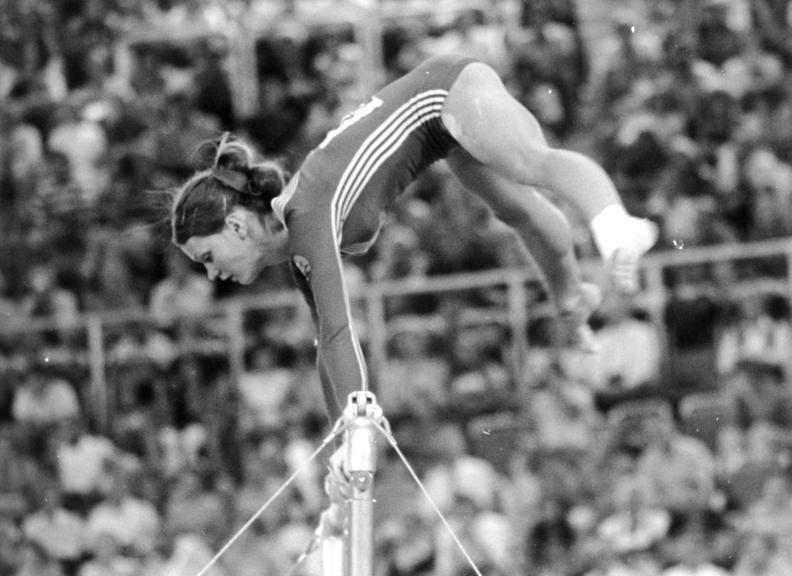
Karin Janz em exercício nas barras assimétricas.

Quatorze conjuntos de medalhas foram concedidos nos seguintes eventos:
- Equipes masculinas
- Individual geral masculino
- Solo masculino
- Salto sobre o cavalo masculino
- Cavalo com alças
- Argolas
- Barra fixa
- Barras paralelas

- Equipes femininas
- Individual geral feminino
- Solo feminino
- Salto sobre o cavalo feminino
- Trave feminino
- Barras assimétricas feminino

## Medalhistas
Masculino
| Evento                    | Ouro | Prata | Bronze |
| ------------------------- | --- | --- | --- |
| Equipes detalhes          | Sawao Kato Eizo Kenmotsu Shigeru Kasamatsu Akinori Nakayama Mitsuo Tsukahara Teruichi Okamura JPN Japão | Nikolai Andrianov Viktor Klimenko Alexander Maleev Edvard Mikaelian Vladimir Schukin Mikhail Voronin URS União Soviética | Klaus Köste Matthias Brehme Wolfgang Thüne Wolfgang Klotz Reinhard Rychly Jürgen Paeke GDR Alemanha Oriental |
| Individual geral detalhes | Sawao Kato JPN Japão                                                                                    | Eizo Kenmotsu JPN Japão                                                                                                  | Akinori Nakayama JPN Japão                                                                                   |
| Solo detalhes             | Nikolai Andrianov URS União Soviética                                                                   | Akinori Nakayama JPN Japão                                                                                               | Shigeru Kasamatsu JPN Japão                                                                                  |
| Salto detalhes            | Klaus Köste GDR Alemanha Oriental                                                                       | Viktor Klimenko URS União Soviética                                                                                      | Nikolai Andrianov URS União Soviética                                                                        |
| Barra fixa detalhes       | Mitsuo Tsukahara JPN Japão                                                                              | Sawao Kato JPN Japão | Shigeru Kasamatsu JPN Japão                                                                                  |
| Cavalo com alças detalhes | Viktor Klimenko URS União Soviética                                                                     | Sawao Kato JPN Japão | Eizo Kenmotsu JPN Japão                                                                                      |
| Barras paralelas detalhes | Sawao Kato JPN Japão                                                                                    | Shigeru Kasamatsu JPN Japão                                                                                              | Eizo Kenmotsu JPN Japão                                                                                      |
| Argolas detalhes          | Akinori Nakayama JPN Japão                                                                              | Mikhail Voronin URS União Soviética                                                                                      | Mitsuo Tsukahara JPN Japão                                                                                   |

Feminino
| Evento                       | Ouro | Prata | Bronze                                                                                              |
| ---------------------------- | --- | --- | --------------------------------------------------------------------------------------------------- |
| Equipes detalhes             | Lyubov Burda Olga Korbut Antonina Koshel Tamara Lazakovich Elvira Saadi Ludmilla Tourischeva URS União Soviética | Karin Janz Erika Zuchold Angelika Hellmann Irene Abel Christine Schmitt Richarda Schmeißer GDR Alemanha Oriental | Ilona Békési Mónika Császár Krisztina Medveczky Anikó Kéry Márta Kelemen Zsuzsanna Nagy HUN Hungria |
| Individual geral detalhes    | Ludmilla Tourischeva URS União Soviética                                                                         | Karin Janz GDR Alemanha Oriental                                                                                 | Tamara Lazakovich URS União Soviética                                                               |
| Solo detalhes                | Olga Korbut URS União Soviética                                                                                  | Ludmilla Tourischeva URS União Soviética                                                                         | Tamara Lazakovich URS União Soviética                                                               |
| Salto detalhes               | Karin Janz GDR Alemanha Oriental                                                                                 | Erika Zuchold GDR Alemanha Oriental                                                                              | Ludmilla Tourischeva URS União Soviética                                                            |
| Trave detalhes               | Olga Korbut URS União Soviética                                                                                  | Tamara Lazakovich URS União Soviética                                                                            | Karin Janz GDR Alemanha Oriental                                                                    |
| Barras assimétricas detalhes | Karin Janz GDR Alemanha Oriental                                                                                 | Olga Korbut URS União Soviética Erika Zuchold GDR Alemanha Oriental                                              | nenhum                                                                                              |

## Quadro de medalhas

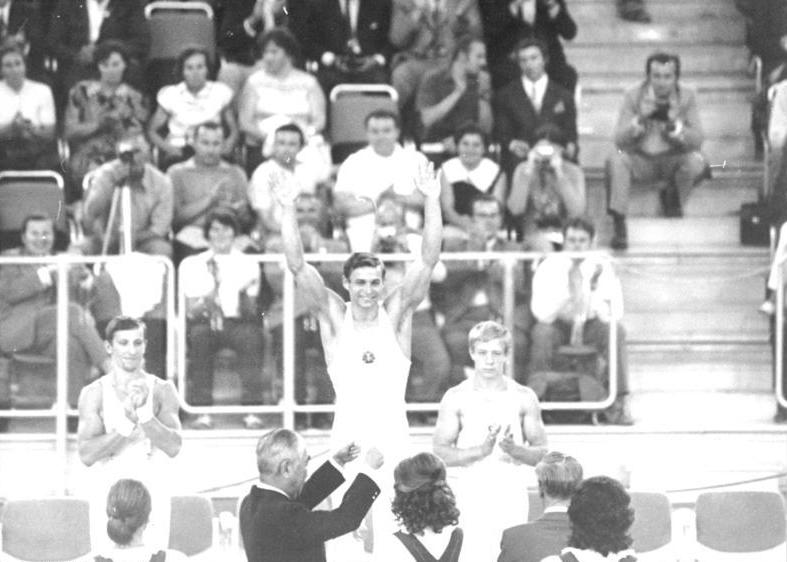
Pódio do cavalo com alças: Viktor Klimenko (esquerda), Klaus Köste (centro) e Nikolai Andrianov.

| Ordem | País                  | Medalha de ouro | Medalha de prata | Medalha de bronze |    |
| ----- | --------------------- | --------------- | ---------------- | ----------------- | -- |
| 1     | URS União Soviética   | 6               | 6                | 4                 | 16 |
| 2     | JPN Japão             | 5               | 5                | 6                 | 16 |
| 3     | GDR Alemanha Oriental | 3               | 4                | 2                 | 9  |
| 4     | HUN Hungria           |                 |                  | 1                 | 1  |
| TOTAL | TOTAL                 | 14              | 15               | 13                | 42 |